# Evippinae
Evippinae Zyuzin, 1985 è una sottofamiglia di ragni appartenente alla famiglia Lycosidae.

## Caratteristiche
I caratteri diagnostici più rilevanti di questa sottofamiglia sono:.
1. L'embolo a sviluppo mesoapicale. La sua parte iniziale risiede in una concavità profonda, in netto contrasto con il tegulum piatto[1].
2. Le invaginazioni dell'epigino sono molto superficiali, allungate, meno spesso arrotondate o trasversali, di colore dal bianco al biancastro, in netto contrasto con lo sfondo scuro generale dell'epigino stesso[1].
3. Il femore ha 3-4 paia di spine ventrali, esclusa la parte apicale; la tibia ha 4 o più paia di spine ventrali, esclusa la parte apicale[1].

## Distribuzione
I 6 generi di questa sottofamiglia sono presenti nella regione paleartica, in Africa e in India; il genere dall'areale più ampio è Xerolycosa.

## Tassonomia
Attualmente, a dicembre 2021, è costituita da 6 generi:
1. Evippa Simon, 1882 - Africa, Asia
2. Evippomma Roewer, 1959 - Africa centrale, orientale e meridionale, India
3. Proevippa Purcell, 1903 - Sudafrica, Namibia, Congo
4. Pseudevippa Simon, 1910 - Namibia
5. Xerolycosa Dahl, 1908 - Regione paleartica, Congo, Zanzibar
6. Zenonina Simon, 1898 - Etiopia, Sudafrica, Namibia, Angola